# Bostanlı
Bostanlı (kurd. Panan) ist ein Dorf im Landkreis Nazımiye in der türkischen Provinz Tunceli. Es liegt ca. 5 km südlich von Nazımiye.
Bostanlı gehört zum Bucak Dallıbahçe. Im Jahre 2011 wohnten in Bostanlı 61 Menschen. Anfang der 1990er Jahre wohnten hier 131 Menschen.
Bostanlı wird in regionalen Überlieferungen mit der Düzgün-Baba-Sage in Verbindung gebracht.